# Kódó
A kódó (香道; Hepburn: kōdō), vagyis az „illat útja”, illatceremónia,  a buddhizmussal került át Japánba Kínából a 6. században. A tömjént eredetileg csak vallási célokra használták, de a felsőbb osztályok már a 8. században szobákat és ruhát illatosítottak vele, s a Heian-korban (794–1185) az ízlésére jellemző illatos fák és egyéb anyagok füstjéből nemcsak hogy fel lehetett ismerni egy-egy udvari divatfit, hanem illatversenyeket is rendeztek: ki kellett találni az anyag, illetve az illatfajta nevét (ezekből mára mintegy 2500 létezik), az egyik résztvevő által produkált illattal harmonizálót kellett hamarjában előállítani, vagy éppenséggel többféle illat kombinációjával egy-egy irodalmi művet felidézni (például a Kokinsú antológiát). A Gendzsi szerelmei illatverseny-jelenetében Muraszaki, Gendzsi felesége egy olyan keverékkel nyeri meg a baika kategóriát, amiben aloé, fahéj, őrölt kagylóhéj, indiai gyanta, szantálfa, pézsma és édesfenyő van, meg még valami „titkos” adalék, amely olyan jól vegyült a tavaszelő levegőjét átható szilvavirágillattal, hogy a döntőbíró el sem tudott volna képzelni ennél finomabbat. A kódó különféle iskolái máig élnek, de korántsem olyan népszerűek, mint az ikebana vagy a teaszertartás.